# Ordres impériaux mexicains

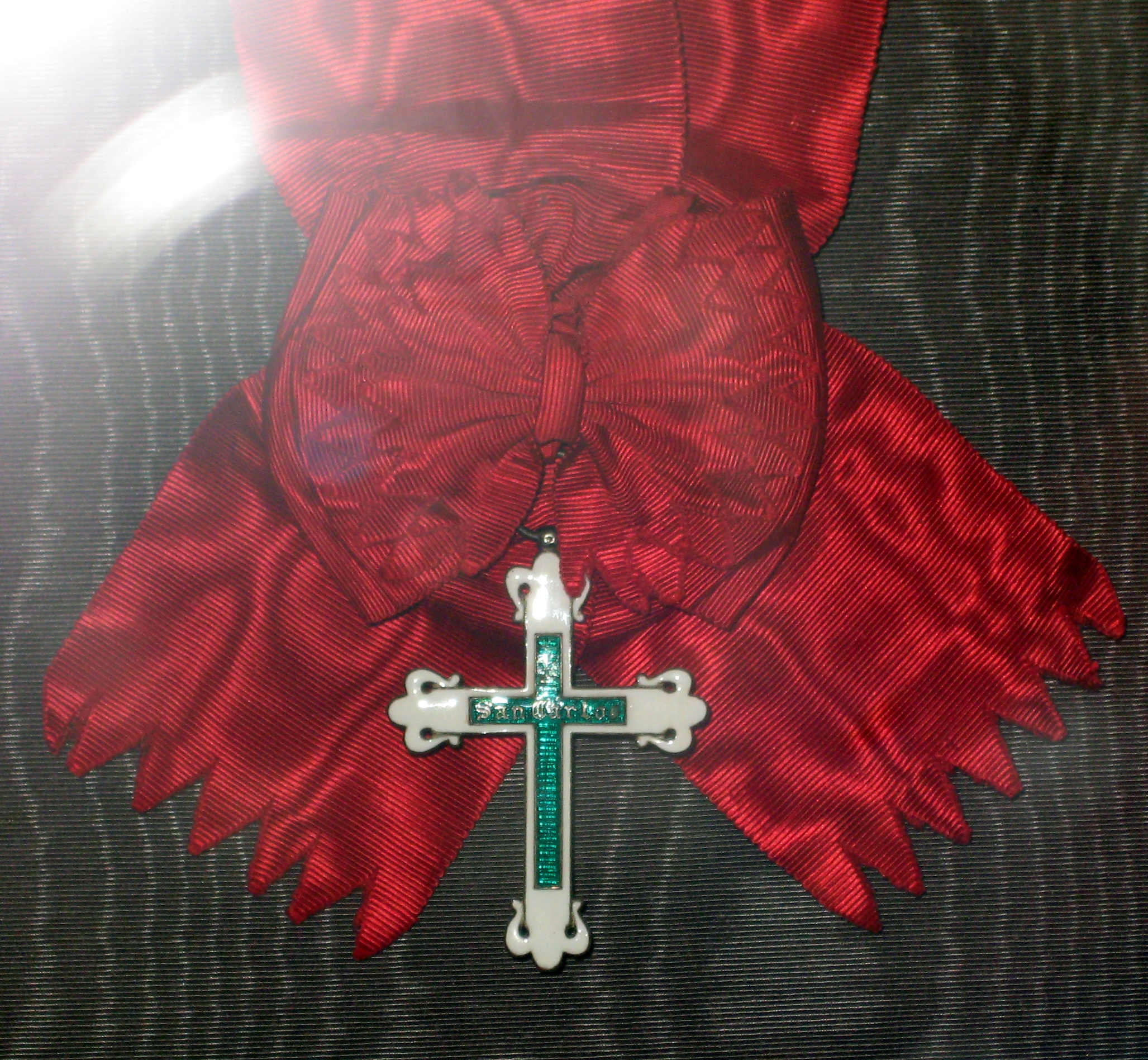
Croix de l'ordre de Saint-Charles

Il existe trois ordres impériaux mexicains, créés pour récompenser les chefs d'État et les personnalités pendant les deux périodes de l'Empire mexicain - l'ordre impérial de Notre-Dame de Guadalupe, l'ordre impérial de l'aigle mexicain et l'ordre impérial de Saint-Charles.

## Ordre impérial de Guadalupe

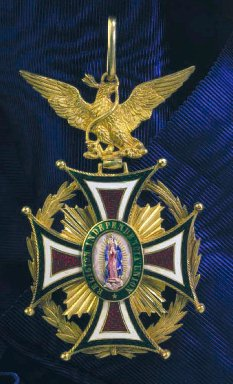
Croix de l'ordre national de Notre-Dame de Guadalupe.

- L'ordre de Guadalupe (à l'origine : ordre national de Notre-Dame de Guadalupe) a été créé par l'empereur Agustín Ier du Mexique à l'automne 1821, bien que ses statuts n'aient été publiés qu'en février 1822. Il était à l'origine divisé en deux classes : grand-croix et membre numéraire.

Après la mort d'Agustin Ier, l'Ordre est tombé en désuétude et est resté inactif pendant 30 ans jusqu'à ce qu'Antonio López de Santa Anna ait convaincu le pape Pie IX de le reconnaître en 1854. Il tomba cependant de nouveau en désuétude en août de la même année après la révolution Ayutla et le renversement du gouvernement de Santa Anna.
La troisième et dernière période de l'Ordre commença le 30 juin 1863, peu avant l'arrivée de Maximilien Ier d'Autriche, par décret du gouvernement impérial provisoire. Maximilien modifia les statuts de l'Ordre pour la dernière fois le 10 avril 1865, renommant l'ordre « impérial » (au lieu de « national ») et le divisant en quatre rangs, chacun avec des divisions civiles et militaires : 
- grand-croix, limité à 30 destinataires ;
- grand officier, limité à 100 destinataires ;
- commandant, limité à 200 destinataires ;
- chevalier, limité à 500 destinataires.

Parmi ceux qui ont reçu cet honneur figurent Vicente Guerrero, Agustín de Iturbide, Alexander von Humboldt, Wilhelm von Tegetthoff et Léopold Ier de Belgique.

## Ordre impérial de l'Aigle mexicain
- L'ordre impérial de l'Aigle mexicain a été créé par Maximilien Ier le 1er janvier 1865. Il se composait de deux classes : la classe supérieure réservée aux chefs d'État, récompensée par une grand-croix avec collier ; et la classe ordinaire, composée des grades suivants :

- grand-croix ;
- grand officier ;
- commandant ;
- officier ;
- chevalier.

La récompense survit partiellement (du moins du point de vue du nom) au travers de l'ordre mexicain moderne de l'Aigle aztèque.

## Ordre impérial de Saint-Charles

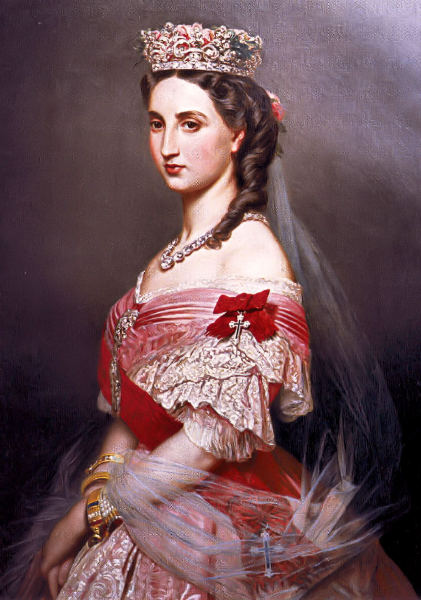
L'impératrice Charlotte portant l'écharpe et la croix de l'ordre de Saint-Charles.

- L'ordre impérial de Saint-Charles a été créé par Maximilien Ier le 10 avril 1866. Il était décerné exclusivement aux femmes qui excellaient dans les bonnes œuvres. L'Ordre est  nommé en référence à saint Charles Borromée, patron de l'impératrice Charlotte du Mexique, souveraine de l'Ordre. Il était divisé en deux classes : la grand-croix, décernée à seulement 24 femmes ; et la croix, sans aucune limite quant au nombre de femmes qui pourraient le recevoir.

### Grand-croix
Parmi celles qui ont reçu cet honneur figurent : 
- Élisabeth de Bavière, impératrice d'Autriche et reine de Hongrie (Sissi), épouse de François-Joseph d'Autriche, belle-sœur de Charlotte
- Marie Henriette d'Autriche, reine de Belgique, épouse de Léopold II de Belgique, belle-sœur de Charlotte
- Marie-Amélie de Bourbon-Siciles, autrefois reine de France, épouse de Louis Philippe I, grand-mère maternelle de Charlotte
- La reine Isabelle II d'Espagne
- Amélie de Leuchtenberg, impératrice douairière du Brésil, seconde épouse de Pierre Ier du Brésil
- Thérèse-Christine des Deux-Siciles, impératrice du Brésil, épouse de Pierre II du Brésil
- La princesse Léopoldine du Brésil
- Louise de Hesse-Cassel, reine de Danemark, épouse de Christian IX de Danemark
- Eugénie Montijo de Guzmán, impératrice de France, épouse de Napoléon III
- María Manuela Kirkpatrick de Closebrun, comtesse de Montijo y de Teba, mère de l'impératrice Eugénie
- La princesse Anne Murat, duchesse de Mouchy, fille du prince Lucien Murat
- Maria Pia de Savoie, reine du Portugal, épouse de Louis Ier du Portugal
- Augusta de Saxe-Weimar-Eisenach, reine de Prusse, épouse du futur Guillaume Ier, empereur allemand
- Victoria, princesse royale, princesse royale de Prusse, épouse du futur Frédéric III, empereur allemand
- Maria Feodorovna (Dagmar de Danemark), impératrice de Russie, épouse d'Alexandre III de Russie
- Amélie de Bavière, reine de Saxe, épouse de Jean de Saxe
- Joséphine de Leuchtenberg, reine mère de Suède et de Norvège, épouse d'Oscar Ier de Suède
- Louise des Pays-Bas, reine de Suède et de Norvège, épouse de Charles XV de Suède
- Gertrudis Enríquez y Sequera de Suárez de Peredo Hurtado de Mendoza, comtesse del Valle de Orizaba[2], l'épouse de son chambellan.

## Sources
- (en) Cet article est partiellement ou en totalité issu de l’article de Wikipédia en anglais intitulé « Philippa of Armenia » (voir la liste des auteurs).
- Arche royale: maisons royales et dirigeantes d'Afrique, d'Asie, d'Océanie et des Amériques
- Encuentra.com: Les papes et la Vierge de Guadalupe - en espagnol
- Cet article s'inspire largement de l'article correspondant dans la Wikipédia en espagnol, accessible dans la version du 21 août 2005.